# Giambattista Suardi

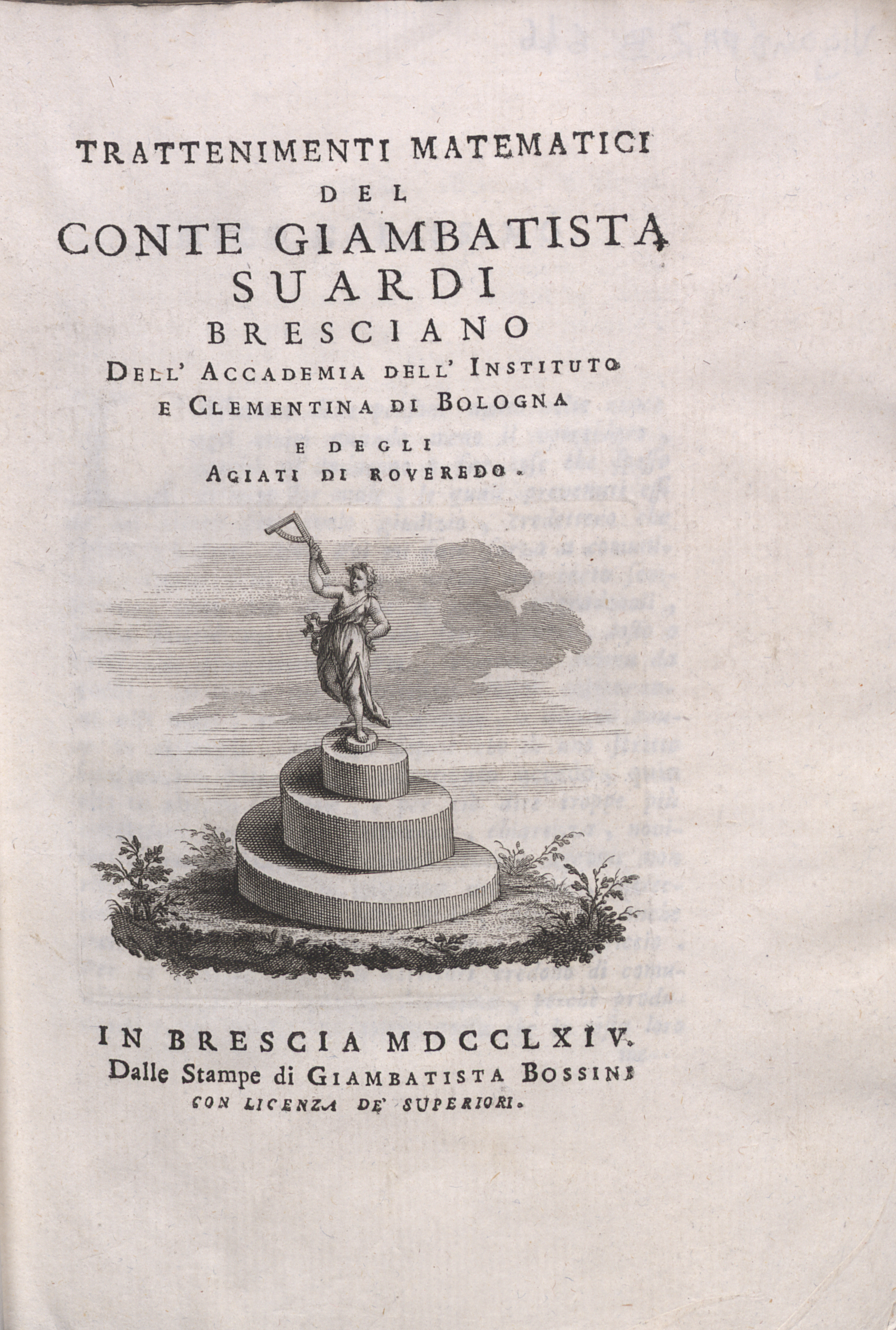
Trattenimenti matematici, 1764

Giambattista Suardi (Brescia, 9 gennaio 1711 – 2 marzo 1767) è stato un matematico italiano.

## Biografia
Era di famiglia nobile e nel 1731 si trasferì a Padova per studiare matematica, conseguendo il titolo nel 1733 sotto la direzione di Giovanni Poleni (1683-1761). Nel 1752 pubblicò a Brescia un trattato relativo agli strumenti matematici e da disegno: Nuovi istromenti per la descrizione di diverse curve antiche e moderne e di molte altre che servir possono alla speculazione de' geometri ed all'uso de' pratici: col progetto di due nuove macchine per la nautica ed una per la meccanica, e con alcune osservazioni sopra de' poligoni rettilinei regolari.

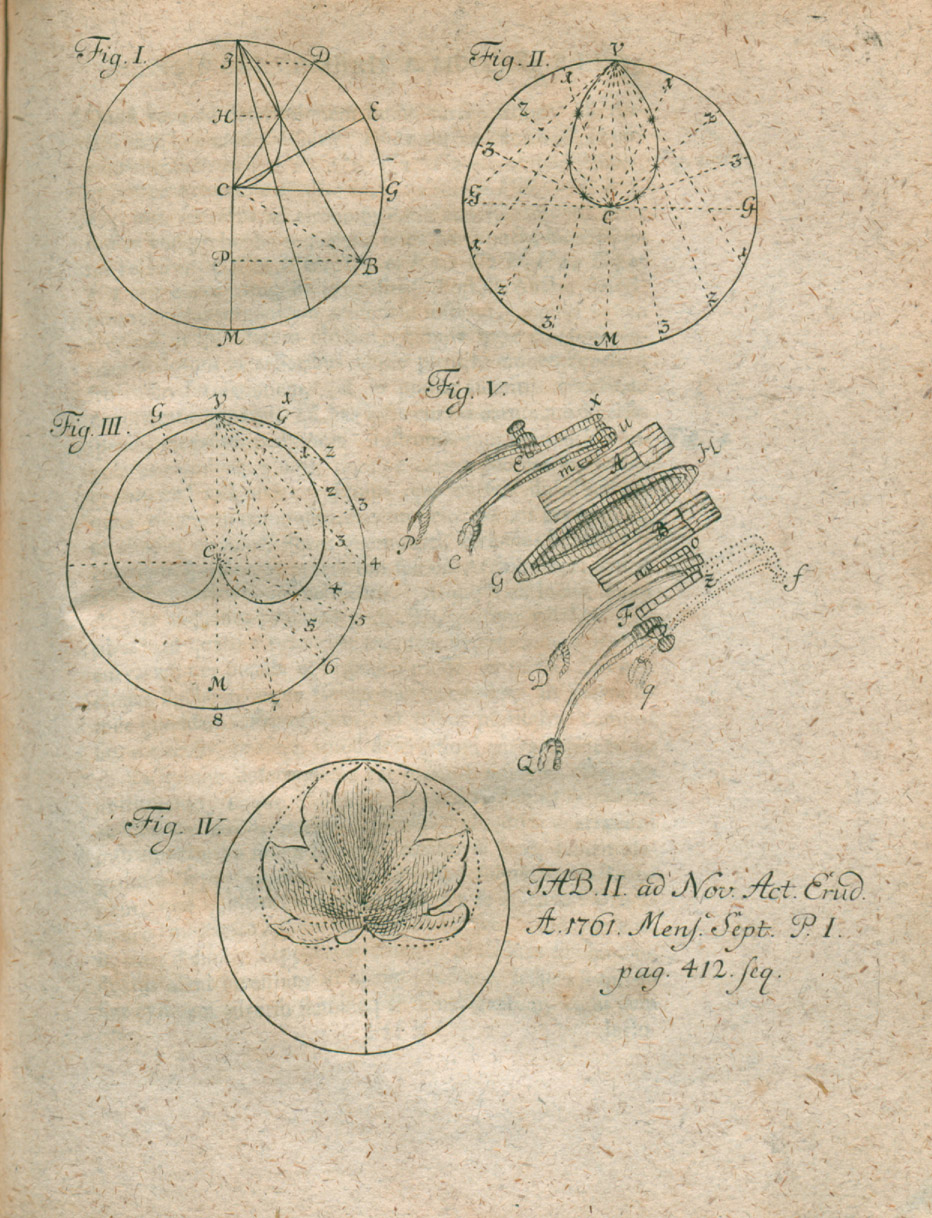
Illustrazione da Nuovi instrumenti per la descrizione etc. recensito sugli Acta Eruditorum del 1761

Frequentò poi varie città e sposò la veneziana Cecilia Curti.

## Opere
- Giambattista Suardi, Nuovi istromenti per la descrizione di diverse curve antiche e moderne, In Brescia, dalle stampe di Gian Maria Rizzardi, 1752. URL consultato il 14 giugno 2015.
- Giambattista Suardi, Trattenimenti matematici, In Brescia, Giovanni Battista Bossini, 1764. URL consultato il 14 giugno 2015.